# Johan Ludvig Heiberg
Johan Ludvig Heiberg (27 de noviembre de 1854-4 de junio de 1928) fue un filólogo e historiador danés. Es conocido por su descubrimiento de textos previamente desconocidos dentro del Palimpsesto de Arquímedes, y por su edición en inglés de los Elementos de Euclides. También publicó una edición del Almagesto de Ptolomeo.
Heiberg nació en Dinamarca, hijo de Johanne Henriette Jacoba (nacido Schmidt) y Emil Theodor Heiberg. Fue profesor de filología clásica en la Universidad de Copenhague desde 1896 hasta 1924. Entre sus más de 200 publicaciones se reconocen ediciones de los trabajos de Arquímedes (1880 y 1912), Euclides (con Heinrich Menge) (1883–1916), Apolonio de Perge (1891–93), Sereno de Antinouplis (1896), Ptolomeo (1898/1903), y Herón de Alejandría (1899). Muchas de sus ediciones se usan hoy.
Su hermana se casó con el bioquímico Max Henius.

## Palimpsesto de Arquímedes

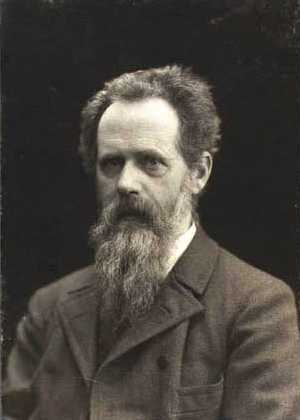
J. L. Heiberg

Heiberg inspeccionó un manuscrito en Constantinopla en 1906, y notó que contenía trabajos matemáticos de Arquímedes desconocidos para los estudiosos de esa época.
Heiberg realizó su examen a simple vista, mientras que, para los análisis modernos de los textos, se han utilizado rayos x y luz ultravioleta. El palimpsesto de Arquimedes se conserva actualmente en el Walters Art Museum en Baltimore, Maryland.